# Eugenia rigidifolia
Eugenia rigidifolia är en myrtenväxtart som beskrevs av Achille Richard. Eugenia rigidifolia ingår i släktet Eugenia och familjen myrtenväxter.

## Underarter
Arten delas in i följande underarter:
- E. r. rangelensis
- E. r. rigidifolia
- E. r. tsugifolia